# Pusztaszabolcs
Pusztaszabolcs là một thành phố thuộc hạt Fejér, Hungary. Thành phố này có diện tích 51,67 km², dân số năm 2010 là 6087 người, mật độ 118 người/km².